# Giro di Svizzera 1994
Il Giro di Svizzera 1994, cinquantottesima edizione della corsa, si svolse dal 14 al 23 giugno su un percorso di 1 603 km ripartiti in 10 tappe, con partenza a Yverdon-les-Bains e arrivo a Zurigo. Fu vinto dallo svizzero Pascal Richard della MG Boys Maglificio-Technogym davanti all'ucraino Vladimir Pulnikov e all'italiano Gianluca Pierobon.

## Tappe
| Tappa  | Data      | Percorso                                                  | km    | Vincitore di tappa | Leader cl. generale |
| ------ | --------- | --------------------------------------------------------- | ----- | ------------------ | ------------------- |
| 1ª     | 14 giugno | Yverdon-les-Bains > Yverdon-les-Bains (cron. individuale) | 6,5   | Gianluca Pierobon  | Gianluca Pierobon   |
| 2ª     | 15 giugno | Yverdon-les-Bains > Thoune                                | 161,5 | Giovanni Lombardi  | Gianluca Pierobon   |
| 3ª     | 16 giugno | Thoune > Jona                                             | 192   | Andreas Kappes     | Pascal Richard      |
| 4ª     | 17 giugno | Rapperswil > Scuol                                        | 176,5 | Pascal Richard     | Pascal Richard      |
| 5ª     | 18 giugno | Scuol > Lugano                                            | 207,5 | Marco Saligari     | Pascal Richard      |
| 6ª     | 19 giugno | Lugano > Lugano (cron. individuale)                       | 30    | Chris Boardman     | Pascal Richard      |
| 7ª     | 20 giugno | Locarno > Anzère                                          | 213   | Heinz Imboden      | Pascal Richard      |
| 8ª     | 21 giugno | Sion > Gstaad                                             | 186,5 | Johan Museeuw      | Pascal Richard      |
| 9ª     | 22 giugno | Gstaad > Losanna                                          | 193,5 | Fabio Roscioli     | Pascal Richard      |
| 10ª    | 23 giugno | Losanna > Zurigo                                          | 239   | Giovanni Lombardi  | Pascal Richard      |
| Totale | Totale    | Totale                                                    | 1603  |                    |                     |

## Dettagli delle tappe

### 1ª tappa
- 14 giugno: Yverdon-les-Bains > Yverdon-les-Bains (cron. individuale) – 6,5 km

| Pos. | Corridore         | Squadra      | Tempo |
| ---- | ----------------- | ------------ | ----- |
| 1    | Gianluca Pierobon | Amore & Vita | 8'28" |
| 2    | Tony Rominger     | Mapei-CLAS   | a 4"  |
| 3    | Wilfried Nelissen | Novemail     | a 8"  |

| Pos. | Corridore         | Squadra      | Tempo |
| ---- | ----------------- | ------------ | ----- |
| 1    | Gianluca Pierobon | Amore & Vita | 8'28" |
| 2    | Tony Rominger     | Mapei-CLAS   | a 4"  |
| 3    | Wilfried Nelissen | Novemail     | a 8"  |

### 2ª tappa
- 15 giugno: Yverdon-les-Bains > Thoune – 161,5 km

| Pos. | Corridore         | Squadra  | Tempo    |
| ---- | ----------------- | -------- | -------- |
| 1    | Giovanni Lombardi | Panaria  | 3h55'08" |
| 2    | Phil Anderson     | Motorola | s.t.     |
| 3    | Wilfried Nelissen | Novemail | a 6"     |

| Pos. | Corridore         | Squadra      | Tempo    |
| ---- | ----------------- | ------------ | -------- |
| 1    | Gianluca Pierobon | Amore & Vita | 4h03'42" |
| 2    | Wilfried Nelissen | Novemail     | a 4"     |
| 3    | Tony Rominger     | Mapei-CLAS   | s.t.     |

### 3ª tappa
- 16 giugno: Thoune > Jona – 192 km

| Pos. | Corridore         | Squadra      | Tempo    |
| ---- | ----------------- | ------------ | -------- |
| 1    | Andreas Kappes    | Trident      | 4h32'58" |
| 2    | Vladimir Pulnikov | Carrera      | s.t.     |
| 3    | Roberto Gusmeroli | Amore & Vita | s.t.     |

| Pos. | Corridore         | Squadra      | Tempo    |
| ---- | ----------------- | ------------ | -------- |
| 1    | Pascal Richard    | MG Boys      | 8h36'49" |
| 2    | Gianluca Pierobon | Amore & Vita | a 1"     |
| 3    | Wilfried Nelissen | Novemail     | a 5"     |

### 4ª tappa
- 17 giugno: Rapperswil > Scuol – 176,5 km

| Pos. | Corridore         | Squadra      | Tempo    |
| ---- | ----------------- | ------------ | -------- |
| 1    | Pascal Richard    | MG Boys      | 4h32'02" |
| 2    | Simone Borgheresi | Amore & Vita | s.t.     |
| 3    | Andreas Kappes    | Trident      | a 32"    |

| Pos. | Corridore         | Squadra      | Tempo     |
| ---- | ----------------- | ------------ | --------- |
| 1    | Pascal Richard    | MG Boys      | 13h08'41" |
| 2    | Gianluca Pierobon | Amore & Vita | a 43"     |
| 3    | Andreas Kappes    | Trident      | a 53"     |

### 5ª tappa
- 18 giugno: Scuol > Lugano – 207,5 km

| Pos. | Corridore         | Squadra      | Tempo    |
| ---- | ----------------- | ------------ | -------- |
| 1    | Marco Saligari    | MG Boys      | 5h33'44" |
| 2    | Gianluca Pierobon | Amore & Vita | s.t.     |
| 3    | Vladimir Pulnikov | Carrera      | s.t.     |

| Pos. | Corridore         | Squadra      | Tempo     |
| ---- | ----------------- | ------------ | --------- |
| 1    | Pascal Richard    | MG Boys      | 18h12'25" |
| 2    | Gianluca Pierobon | Amore & Vita | a 37"     |
| 3    | Vladimir Pulnikov | Carrera      | a 52"     |

### 6ª tappa
- 19 giugno: Lugano > Lugano (cron. individuale) – 30 km

| Pos. | Corridore         | Squadra      | Tempo  |
| ---- | ----------------- | ------------ | ------ |
| 1    | Chris Boardman    | Gan          | 34'26" |
| 2    | Gianluca Pierobon | Amore & Vita | a 45"  |
| 3    | Pascal Richard    | MG Boys      | a 55"  |

| Pos. | Corridore         | Squadra      | Tempo     |
| ---- | ----------------- | ------------ | --------- |
| 1    | Pascal Richard    | MG Boys      | 19h17'46" |
| 2    | Gianluca Pierobon | Amore & Vita | a 27"     |
| 3    | Vladimir Pulnikov | Carrera      | a 57"     |

### 7ª tappa
- 20 giugno: Locarno > Anzère – 213 km

| Pos. | Corridore      | Squadra      | Tempo    |
| ---- | -------------- | ------------ | -------- |
| 1    | Heinz Imboden  | Brescialat   | 5h57'10" |
| 2    | Rodolfo Massi  | Amore & Vita | s.t.     |
| 3    | Pascal Richard | MG Boys      | s.t.     |

| Pos. | Corridore         | Squadra      | Tempo     |
| ---- | ----------------- | ------------ | --------- |
| 1    | Pascal Richard    | MG Boys      | 25h14'53" |
| 2    | Vladimir Pulnikov | Carrera      | a 1'02"   |
| 3    | Gianluca Pierobon | Amore & Vita | a 1'06"   |

### 8ª tappa
- 21 giugno: Sion > Gstaad – 186,5 km

| Pos. | Corridore      | Squadra  | Tempo    |
| ---- | -------------- | -------- | -------- |
| 1    | Johan Museeuw  | MG Boys  | 5h24'18" |
| 2    | Andreas Kappes | Trident  | s.t.     |
| 3    | Steve Bauer    | Motorola | s.t.     |

| Pos. | Corridore         | Squadra      | Tempo     |
| ---- | ----------------- | ------------ | --------- |
| 1    | Pascal Richard    | MG Boys      | 30h39'11" |
| 2    | Vladimir Pulnikov | Carrera      | a 1'02"   |
| 3    | Gianluca Pierobon | Amore & Vita | a 1'05"   |

### 9ª tappa
- 22 giugno: Gstaad > Losanna – 193,5 km

| Pos. | Corridore      | Squadra    | Tempo    |
| ---- | -------------- | ---------- | -------- |
| 1    | Fabio Roscioli | Brescialat | 4h54'11" |
| 2    | Rolf Järmann   | MG Boys    | a 11"    |
| 3    | Frankie Andreu | Motorola   | a 21"    |

| Pos. | Corridore         | Squadra      | Tempo     |
| ---- | ----------------- | ------------ | --------- |
| 1    | Pascal Richard    | MG Boys      | 35h35'03" |
| 2    | Vladimir Pulnikov | Carrera      | a 1'02"   |
| 3    | Gianluca Pierobon | Amore & Vita | a 1'04"   |

### 10ª tappa
- 23 giugno: Losanna > Zurigo – 239 km

| Pos. | Corridore         | Squadra  | Tempo    |
| ---- | ----------------- | -------- | -------- |
| 1    | Giovanni Lombardi | Panaria  | 5h57'25" |
| 2    | Wilfried Nelissen | Novemail | s.t.     |
| 3    | Andreas Kappes    | Trident  | s.t.     |

| Pos. | Corridore         | Squadra      | Tempo     |
| ---- | ----------------- | ------------ | --------- |
| 1    | Pascal Richard    | MG Boys      | 41h32'28" |
| 2    | Vladimir Pulnikov | Carrera      | a 1'02"   |
| 3    | Gianluca Pierobon | Amore & Vita | a 1'04"   |

## Classifiche finali

### Classifica generale
| Pos. | Corridore         | Squadra                      | Tempo     |
| ---- | ----------------- | ---------------------------- | --------- |
| 1    | Pascal Richard    | MG Boys Maglificio-Technogym | 41h32'28" |
| 2    | Vladimir Pulnikov | Carrera-Tassoni              | a 1'02"   |
| 3    | Gianluca Pierobon | Amore & Vita-Galatron        | a 1'04"   |
| 4    | Heinz Imboden     | Brescialat-Refin             | a 1'26"   |
| 5    | Rodolfo Massi     | Amore & Vita-Galatron        | a 2'23"   |
| 6    | Marco Saligari    | MG Boys Maglificio-Technogym | a 4'04"   |
| 7    | Lance Armstrong   | Motorola                     | a 4'18"   |
| 8    | Flavio Giupponi   | Brescialat-Refin             | a 4'33"   |
| 9    | Mauro Gianetti    | Mapei-CLAS                   | a 4'41"   |
| 10   | Felice Puttini    | Brescialat-Refin             | a 5'56"   |